# کالوم هادسون-اودوی
کالوم جیمز هادسون-اودوی (انگلیسی: Callum James Hudson-Odoi؛ زادهٔ ۷ نوامبر ۲۰۰۰) بازیکن فوتبال اهل انگلستان است که برای باشگاه ناتینگهام فارست بازی می‌کند.